# B43
B43 – amerykańska bomba termojądrowa (wodorowa).

## Historia
W 1955 roku amerykańskie siły zbrojne zamówiły nowy typ bomby wodorowej o masie nieprzekraczającej 680 kg. Nowa bomba miała też mieć niewielkie wymiary i masę i być przystosowana do przenoszenia przez samoloty lotnictwa taktycznego US Air Force, Korpus Piechoty Morskiej Stanów Zjednoczonych i Marynarkę Wojenną Stanów Zjednoczonych.
Nową bombę zatwierdzono do produkcji w 1960 roku. Oficjalnie przyjęta do uzbrojenia została w 1961 roku. Seryjne egzemplarze były cięższe niż planowane 680 kg (ważyły ponad 900 kg). Bomba B43 była produkowana w kilku wersjach:
- Mod 0 – o długości 3,8 m jest wyposażona w stalowy grot i przeznaczona do niszczenia celów umocnionych,
- Mod 1 – o długości 4,16 m jest wyposażona w radarowy zapalnik zapewniający detonację na określonej wysokości; wysokość detonacji mogła być programowana wyłącznie na ziemi,
- Mod 2, 4, 5 – wersje wyposażone w zapalniki z bardziej rozbudowanymi systemami zabezpieczeń.

Bomba B43 mogła być przenoszona przez samoloty B-52, B-58, FB-111, F-4, F-16, A-4, A-6, A-7.
5 listopada 1965 roku jedna z bomb B43 została zagubiona u wybrzeży Japonii w wyniku katastrofy samolotu A-4. Bomby tej nie udało się nigdy odnaleźć. Produkcję bomby B43 zakończono w 1970 roku po wyprodukowaniu około 1000 sztuk.
Bomba B43 została wycofana z uzbrojenia w latach 90. XX wieku.